# Ануфриенко, Владимир Николаевич
Владимир Николаевич Ануфриенко (укр. Володимир Миколайович Ануфрієнко; 15 марта 1937, Киев — 30 апреля 2009, Киев) — советский футболист, защитник, чемпион СССР (1961), мастер спорта СССР (1961), заслуженный тренер СССР (1986).

## Футбольная карьера игрока
Родился в семье военнослужащих, во время Великой Отечественной войны был в эвакуации, потом в послевоенной Германии и Забайкалье, где его отец командовал танковым полком, там же начал играть в футбол. Первым тренером был отец, который любил футбол и везде по месту службы создавал футбольные команды.
По возвращении в родной Киев, стал выступать за детскую команду «Строитель», базировавшуюся на стадионе «Старт», которую тренировал бывший игрок киевского «Динамо» В. М. Гребер.
В 1954 году попал в первый набор республиканской ФШМ (футбольной школы молодёжи), где два года играл на первенство города и СССР. Вскоре Владимира и ещё одного воспитанника ФШМ Олега Базилевича пригласили в юношескую сборную СССР.
В конце 1955 года его зачислили в дублирующий состав киевского «Динамо», где он дебютировал в 1956 году.
Через некоторое время, цепкого, хорошо игравшего головой молодого крайнего защитника, стали подпускать к играм в основном составе, впервые Ануфриенко вышел на поле 5 ноября 1957 года, в матче против донецкого «Шахтёра» (2:0). Но стабильно играть в основе Владимир стал с 1960 года, получив в том сезоне серебряную медаль чемпионата СССР. Следующий сезон стал лучшим в футбольной карьере защитника, который вместе со своими партнёрами, впервые в истории киевского «Динамо», получили звания чемпионов СССР.
В 1963 году Ануфриенко перешёл в днепропетровский «Днепр», в котором провёл четыре сезона и был одним из лидеров обороны команды, стабильно выступая в основном составе.
Заканчивал Владимир Ануфриенко свою игровую карьеру играя в командах мастеров Кривого Рога («Кривбасс») и Днепродзержинска («Прометей»).

## Тренерская карьера
Ещё будучи игроком, Владимир Ануфриенко окончил Киевский институт физической культуры и по окончании игровой карьеры, в 1972 году пришёл работать футбольным тренером в киевский Дворец пионеров, где кроме группы юных футболистов, также тренировал команду девочек, что в те времена было большой редкостью.
В 1975 году, по семейным обстоятельствам, Ануфриенко переехал в Днепропетровск, где стал у истоков создания известной ДЮФСШ «Днепр-75», давшей впоследствии для украинского и советского футбола немало известных мастеров (Олега Протасова, Геннадия Литовченко, Владимира Лютого). Среди воспитанников самого тренера Ануфриенко были такие футболисты, как Анатолий Демьяненко, Олег Таран, Виктор Кузнецов.
В 1980 году Ануфриенко вновь вернулся в Киев, где работал тренером в спортклубе «Темп» при Киевском авиастроительном заводе. с 1985 года по 1991 год работал тренером в третьем киевском интернате для детей сирот на Нивках.
После распада СССР некоторое время занимался бизнесом. В 1996 году вновь вернулся к тренерской работе, проводя занятия в футбольных группах, созданных при СК «Темп» и 96-й школы Киева.
С 2004 года работал с футбольной командой Открытого международного университета развития человека «Украина» на Подоле, которая выступала в студенческом чемпионате Киева.
В 1986 году за воспитание заслуженного мастера спорта, капитана киевского «Динамо» и сборной СССР Анатолия Демьяненко Владимиру Николаевичу Ануфиенко было присвоено почётное звание заслуженного тренера СССР.

## Достижения
- Чемпион СССР: 1961
- Серебряный призёр чемпионата СССР: 1960

## Семья
Супруга — Галина Ивановна, сын Евгений.